# Сайид Мухаммад Джафар
Сайид Мухаммад Джафар Сабет Аббас  (араб. سيد محمد جعفر سبت عباس‎; род. 25 августа 1985, Бахрейн) — бахрейнский футболист, вратарь клуба «Аль-Мухаррак» и капитан национальной сборной Бахрейна. Участник Кубка Азии 2004, 2015 и 2023 годов.

## Клубная карьера
Начал карьеру в сезоне 2003/04 в стане команды «Малкия». Вместе с командой добился выхода высший дивизион Бахрейна. С 2007 года выступает за «Аль-Мухаррак» в составе которого неоднократно побеждал в чемпионате и Кубке Бахрейна. Участвовал в играх Кубка АФК.

## Карьера в сборной
В составе национальной сборной Бахрейна дебютировал 17 ноября 2004 года в матче квалификации чемпионата мира против Таджикистана (4:0). Вызывался в стан команды для участия в Кубке Азии в 2004, 2015 и 2023 годах. Свой 100-й матч в футболке сборной провёл 15 января 2015 года в матче против ОАЭ (1:2). Победитель Панарабских игр 2011 года и Кубка наций Персидского залива 2019 года. Участвовал в чемпионате Федерации футбола Западной Азии.

## Достижения
«Аль-Мухаррак»
- Чемпион Бахрейна (5): 2007/08, 2008/09, 2010/11, 2014/15, 2017/18
- Серебряный призёр чемпионата Бахрейна (5): 2009/10, 2011/12, 2012/13, 2015/16, 2019/20
- Бронзовый призёр чемпионата Бахрейна: 2018/19
- Обладатель Кубка Бахрейна (6): 2007/08, 2008/09, 2010/11, 2012/13, 2015/16, 2019/20